# Кизил-Кая (Кримські гори)
Кизи́л-Кая́, Хизи́л-Кая́ (крим. Qızıl Qaya) — у Криму — крута гора, яка з заходу виглядає трапецієподібною, з широким конусом; рідколісся на червонуватих схилах списано рядами поперечних скельних поясів. За 2,5 км на півд.-захід від нп Веселе (Судак.).